# Szermierka na Letnich Igrzyskach Olimpijskich 1992
Szermierka na XXV Letnich Igrzyskach Olimpijskich w Barcelonie odbywała się w dniach 20-25 lipca 1992 roku. Zawody rozgrywane były w hali Palau de la Metal·lúrgia.

## Klasyfikacja medalowa
| Lp. | Państwo | złoto | srebro | brąz | Razem |
| --- | ------- | ----- | ------ | ---- | ----- |
| 1   | Niemcy  | 2     | 1      | 0    | 3     |
| 1   | Włochy  | 2     | 1      | 0    | 3     |
| 3   | Francja | 2     | 0      | 3    | 5     |
| 4   | WNP     | 1     | 2      | 2    | 5     |
| 5   | Węgry   | 1     | 2      | 0    | 3     |
| 6   | Kuba    | 0     | 1      | 1    | 2     |
| 7   | Chiny   | 0     | 1      | 0    | 1     |
| 8   | Polska  | 0     | 0      | 1    | 1     |
| 8   | Rumunia | 0     | 0      | 1    | 1     |

## Medaliści

### Mężczyźni
| Złoto                                                                                                | Srebro                                                                                      | Brąz |
| Floret                                                                                               |                                                                                             | |
| Philippe Omnès                                                                                       | Serhij Hołubycki                                                                            | Elvis Gregory                                                                                                  |
| Niemcy Udo Wagner · Ulrich Schreck · Thorsten Weidner · Alexander Koch · Ingo Weißenborn             | Kuba Elvis Gregory · Guillermo Betancourt · Oscar García · Tulio Díaz · Hermenegildo García | Polska Marian Sypniewski · Piotr Kiełpikowski · Adam Krzesiński · Cezary Siess · Ryszard Sobczak               |
| Szpada                                                                                               |                                                                                             | |
| Éric Srecki                                                                                          | Pawieł Kołobkow                                                                             | Jean-Michel Henry                                                                                              |
| Niemcy Elmar Borrmann · Robert Felisiak · Arnd Schmitt · Uwe Proske · Wladimir Resnitschenko         | Węgry Iván Kovács · Krisztián Kulcsár · Ferenc Hegedűs · Ernő Kolczonay · Gábor Totola      | WNP Pawieł Kołobkow · Andriej Szuwałow · Serhij Krawczuk · Siergiej Kostariew · Walerij Zachariewicz           |
| Szabla                                                                                               |                                                                                             | |
| Bence Szabó                                                                                          | Marco Marin                                                                                 | Jean-François Lamour                                                                                           |
| WNP Grigorij Kirijenko · Aleksandr Szyrszow · Heorhij Pohosow · Wadym Hutcajt · Stanisław Pozdniakow | Węgry Bence Szabó · Csaba Köves · György Nébald · Péter Abay · Imre Bujdosó                 | Francja Jean-François Lamour · Jean-Philippe Daurelle · Franck Ducheix · Hervé Granger-Veyron · Pierre Guichot |

### Kobiety
| Złoto | Srebro | Brąz |
| Floret | | |
| Giovanna Trillini                                                                                         | Wang Huifeng                                                                                              | Tatjana Sadowska |
| Włochy Giovanna Trillini · Margherita Zalaffi · Francesca Bortolozzi · Diana Bianchedi · Dorina Vaccaroni | Niemcy Zita-Eva Funkenhauser · Sabine Bau · Anja Fichtel-Mauritz · Monika Weber-Koszto · Annette Dobmeier | Rumunia Zsofia Lazăr-Szabo · Claudia Grigorescu · Elisabeta Guzganu-Tufan · Laura Badea-Cârlescu · Roxana Dumitrescu |

## Uczestnicy
W zawodach udział wzięło 305 szermierzy z 42 krajów.